# Гуни, Франсуаза
Франсуаза Гуни (фр. Françoise Gouny, 12 апреля 1925 — 24 августа 2009), после замужества взявшая фамилию Гитте (фр. Guittet) — французская фехтовальщица на рапирах, чемпионка мира.

## Биография
Родилась в 1925 году в Париже. В 1947 году стала серебряной призёркой чемпионата мира. В 1948 году стала бронзовой призёркой чемпионата мира, но на Олимпийских играх в Лондоне выступила неудачно. На чемпионатах мира 1950 и 1951 годов завоёвывала золотые медали, на чемпионате мира 1952 года стала серебряной призёркой, в 1954 году стала бронзовой призёркой чемпионата мира.
Впоследствии вышла замуж за другого фехтовальщика — Жака Гитте, призёра Олимпиады-1964. Их сын Сириль Гитте стал волейболистом и входил в сборную Франции.